# 魏敬宗
魏敬宗（1995年2月21日—），是一名中国足球运动员，司职前锋。

## 俱乐部生涯
魏敬宗出道于武汉卓尔青训系统。在2011年第七届全国城市运动会中代表武汉队攻入8粒进球，夺得冠军。2013年全运会乙组比赛代表湖北队出场并取得第三名。
2015年，魏敬宗加盟葡萄牙费尔盖拉什1932俱乐部。2016魏敬宗加入葡萄牙第三级联赛球队奥利韦拉杜奥什皮塔尔。

## 国家队生涯
2014年9月3日魏敬宗代表中国U19青年队迎战墨西哥U19青年队并攻入一记勺子点球。随后魏敬宗代表国青参加2014年亚青赛。在1/4决赛对阵卡塔尔的比赛中魏敬宗打入一粒点球，但球队最后2：4惜败，没能获得2015年U20世界杯资格。